# Homoneura macgregori
Homoneura macgregori är en tvåvingeart som först beskrevs av Malloch 1929.  Homoneura macgregori ingår i släktet Homoneura och familjen lövflugor. Inga underarter finns listade i Catalogue of Life.